# Slupia
Le Słupia (en cachoube Stôłpa) est un fleuve de Pologne qui se jette dans la mer Baltique à Ustka.

## Géographie
Elle a une longueur de 138,6 km et son bassin hydrographique recouvre 1 620 km2. La Słupia traverse les villes de Parchowo, Kobylnika, Słupsk et Ustka. Ses principaux affluents sont : Kamienica, Bytowa et Skotawa, trouvent tous leurs sources dans le massif du Pojezierze Kaszubskje, notamment dans les lacs de Jezioro Mausz et Jezioro Gowidlinskïe.